# Björn Weckström
Björn Weckström est un orfèvre et sculpteur finlandais né à Helsinki le 8 février 1935. Il est également l’un des designers de la marque Lapponia Jewellery dont il est le fondateur avec l’entrepreneur Pekka Anttila.

## Formation
Björn Weckstrôm souhaite être sculpteur et poursuivre des études artistiques, mais sa famille n’encourage pas sa vocation. Il entreprend donc des études d’orfèvrerie à l’École finnoise d’Orfèvrerie d’Helsinki, dont il sort diplômé en 1956.
En 1958, il ouvre sa première galerie à Helsinki, où il expose et vend aussi bien ses propres créations que celles d’autres designers finlandais, participant ainsi à l’éclosion d’une nouvelle génération de joailliers en Finlande.
À ses débuts, Björn Weckström privilégie le travail de l’argent pour la création de ses pièces d’orfèvrerie, qu’il envisage autant comme des sculptures miniatures que comme des bijoux. C’est à partir de 1963, sous l’impulsion conjuguée de sa découverte des pépites d’or pur du Laponie et de sa rencontre avec l’orfèvre Pekka Anttila, qu’il finit par se  tourner vers le travail de l’or.
La même année, il s’associe avec Pekka Anttila et devient le premier designer de la AG Lapponia Jewellery.
S’inspirant de la nature et des paysages de Laponie, ses premiers bijoux sont reconnaissables à leurs formes pures et architecturées, fortement géométriques. 
Mais avec l’or, le créateur découvre la variété inépuisable des textures et le répertoire des contrastes de matières auxquelles il commence à associer des pierres semi-précieuses.
Les années passant, il abandonne peu à peu les formes géométriques pour adopter un registre de formes organiques et plastiques, tout en délaissant l’inspiration de la nature au profit de l’espace et de son exploration.
Ce nouveau tournant coïncide avec un retour à l’argent, cette fois associé à des matériaux non-précieux tels que l'acrylique.
La consécration viendra du cinéma lorsque George Lucas choisit de faire porter à Carrie Fisher, sa Princesse Leia, le collier « Planetary Valleys » dans le premier film de la série Star Wars, en 1975.

## Le sculpteur

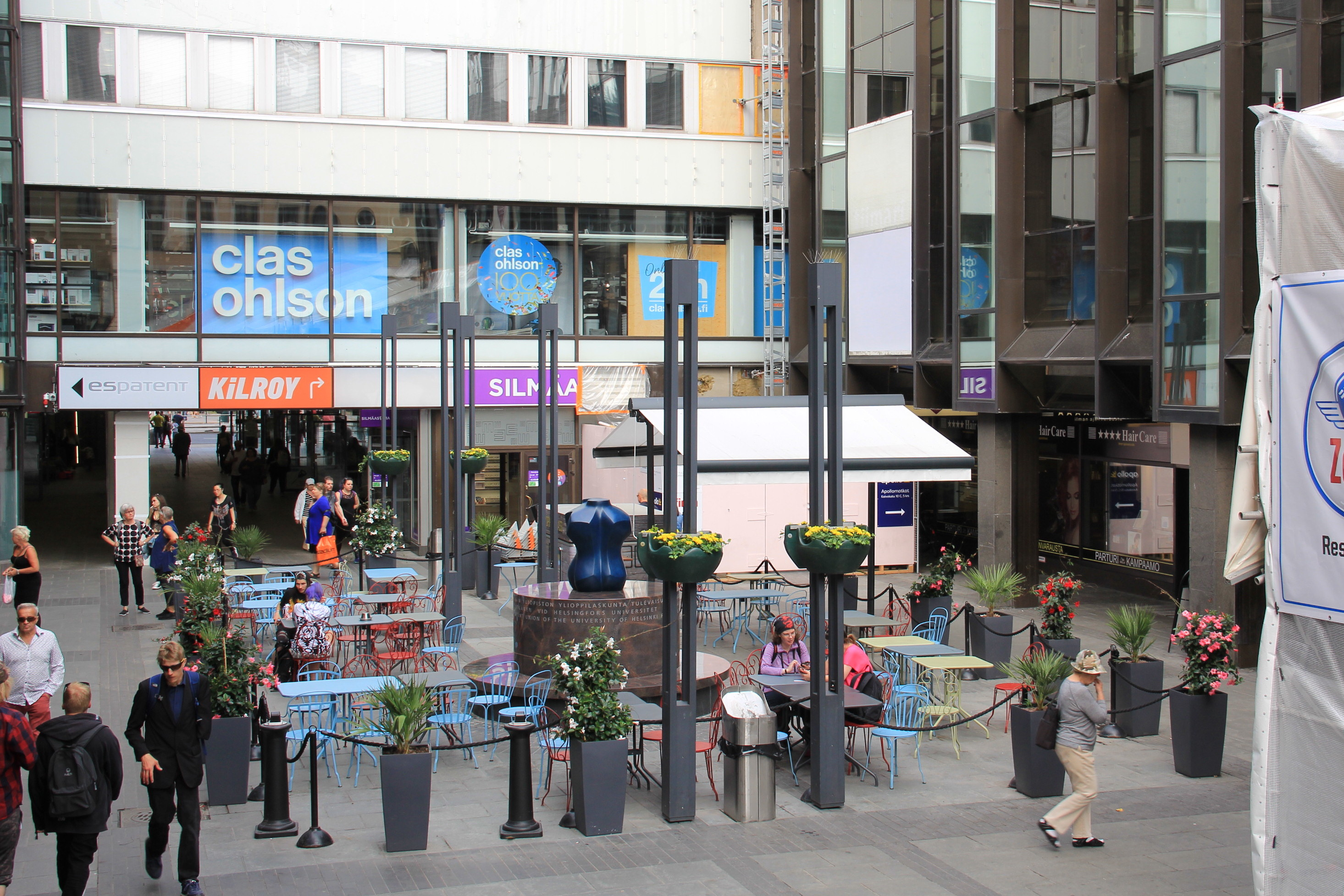
Sculpture bleue nommée Yhdessä dévoilée en 2018 au centre de la Kaivopiha.

À partir des années 1970, Björn Weckström ajoute à la création de bijoux sa première passion : la sculpture.